# بخش پری (شهرستان کلمبیانا، اوهایو)
بخش پری (به انگلیسی: Perry Township) یک منطقهٔ مسکونی در ایالات متحده آمریکا است که در شهرستان کلمبیانا، اوهایو واقع شده‌است.
 بخش پری ۴۱٫۰۲ کیلومتر مربع مساحت و ۱۶٬۸۵۰ نفر جمعیت دارد و ۳۷۲ متر بالاتر از سطح دریا واقع شده‌است.